# Ben Harper
Ben Harper (Pomona, 1969. október 28. –) háromszoros Grammy-díjas amerikai énekes, dalszerző; multi-instrumentalist.

## Pályafutása
Apja afroamerikai és cherokee származású volt, édesanyja zsidó. Anyai dédanyja orosz-litván zsidó volt. SzüleiHarper ötéves korában elváltak, ezután édesanyja családjánál nőtt fel. Két testvére van, Joel Harper és Peter Harper.
Gyermekként kezdett gitározni. Anyai nagyszülei zeneboltjában alapozta meg a folk- és blueszene elsajátítását, továbbá Leonard Cohen, Taj Mahal, John Darnielle, David Lindley zenéjének megismerése, valamint William Shakespeare és Robert Frost irásai.
1978-ban, 9 éves korában Harper ott volt Bob Marley fellépésén a kaliforniai Burbank-ben, ami jelentős hatással volt rá.
A blues, a folkzene, a soul, a reggae és a rockzene valamiféle sajátos keverékét játssza.
Háromszor kapott Grammy-díjat, valamint hétszer jelölték arra.

## Albumok
- 1992: Pleasure and Pain
- 1994: Welcome to the Cruel World
- 1995: Fight for your Mind
- 1997: The Will to Live
- 1999: Burn to Shine (+ The Innocent Criminals)
- 2003: Diamonds on the Inside
- 2004: There will be a Light (+ The Blind Boys of Alabama)
- 2006: Both Sides of the Gun
- 2007: Lifeline (+ The Innocent
- 2009: White Lies for Dark Times (+ Relentless Seven)
- 2010: As I Call You Down (+ groupe Fistful Of Mercy)
- 2011: Give Till It's Gone
- 2013: Get Up ! (+ Charlie Musselwhite)
- 2014: Childhood Home (+ Ellen Harper)
- 2016: Call It What It Is (+ The Innocent Criminals)
- 2018: No Mercy in This Land (+ Charlie Musselwhite)
- 2020: Winter Is For Lovers

## Díjak
- 2003: Rolling Stone France: Artist of the Year
- 2005: Grammy-díj – for Best Pop Instrumental Performance
- 2005: Grammy–díj – for Best Traditional Soul Gospel Album
- 2014: Grammy–díj – for Best Blues Album